# Покровская церковь (Злынка)
Церковь Покрова Пресвятой Богородицы или просто Покровская церковь — храм Клинцовской епархии Русской православной церкви в городе Злынке Брянской области. Памятник архитектуры регионального значения.

## История
Старообрядческая Покровская молельня была построена беспоповцами федосеевского согласия, прибывшими в Злынку из Литвы в 1758—1759 годах. В начале 1850-х годов моленную закрыли и после перестройки превратили в единоверческую церковь, освящённую в честь Покрова Пресвятой Богородицы. В 1886 году Святейший Синод постановил преобразовать единоверческую церковь посада Злынка в православную и образовать при ней приход из православных жителей посада Злынка, деревни Петровки и хутора Павловки. 
В 1903—1904 годах на месте прежнего храма возвели современную деревянную церковь на кирпичном цоколе. Настоятелем церкви был священник Анатолий Шкредовский. В 1919 году советские власти приговорили его к трём годам заключения. В 1937 году арестован и расстрелян, а храм закрыли, использовали как склад зерна. Вновь открыт во время немецкой оккупации в 1943 году и больше не закрывался.

## Архитектура
Храм деревянный. Стены рублены без остатка и обиты тёсом. Восьмерик на четверике увенчан главой на восьмигранной шее. На пятигранном алтаре поставлен маленький четверик, завершённый главкой. Над трапезной, покрытой двухскатной кровлей, возвышается ярусная колокольня: сквозной восьмерик поставлен на глухой четверик и завершён куполом с главкой. Входные крыльца расположены с западной, северной и южной сторон. С северной стороны пристроено ещё одно крыльцо к алтарю.

## Духовенство
- Настоятель храма - игумен Владимир (Миськевич)[3]